# 2018-as birkózó-világbajnokság
A 2018-as birkózó-világbajnokságot Budapesten, a Papp László Budapest Sportarénában rendezték 2018. október 20. és 28. között. A versenyeket három szakágban: férfi szabadfogásban, női szabadfogásban, valamint férfi kötöttfogásban rendezték meg, szakáganként tíz-tíz, összesen harminc súlycsoportban. A versenyen több mint 100 ország, összesen 900-nál is több birkózója mérte össze erejét.
A sportág történelmének sajátosságai miatt (1904 és 1951 közt csak kötöttfogásban rendeztek birkózó világbajnokságokat) ez volt a kötöttfogású birkózó-világbajnokságok közül a 60., a férfi szabadfogású birkózó-világbajnokságok közül a 49. és az 1987 óta megrendezésre kerülő női szabadfogású birkózó-világbajnokságok közül a 30. világbajnokság. (Női szabadfogásban 1992-ben, 1996-ban, 2000-ben, 2008-ban és 2012-ben is rendeztek világbajnokságot.) A kombinált -minden fogásnemet tartalmazó- világbajnokságok között ez volt a 25. világverseny.

## Háttere
A 2018-as birkózó világbajnokság szervezése már jóval a bajnokság kezdete előtt megkezdődött. 2016. szeptember 30-án Németh Szilárd, a Magyar Birkózó Szövetség (MBSZ) elnöke bejelentette, hogy Budapest rendezi a 2018-as birkózó világbajnokságot. Korábban 1985-ben, 1986-ban, 2005-ben, 2013-ban, 2016-ban rendezett birkózó világbajnokságot a főváros. 2005 óta rendezik összevontan a különböző szakágak versenyeit.
A világbajnokságot megelőzően 2017. október 18. és 20. között Budapestre látogatott a Nemzetközi Birkózó Világszövetség küldöttsége, hogy ellenőrizze a felkészülés végrehajtását és az eseménynek otthont adó létesítmények állapotát, így többek között a Budapest Sportarénát, a Körcsarnokot is.

### Nézőszám
A szervezők a verseny időtartamára eső ünnepi hosszú hétvége és az ősz iskolai szünet miatt teltházas napokra számítanak. A Magyar Birkózó Szövetség (MBSZ) 60 darab 47 fős busszal és a tagszervezetei számára biztosított ingyen jegyek biztosításával is hozzájárul a 21-ei és a 27-ei kiemelt versenynapok látogatószámának emeléséhez. Ezáltal 2820 fővel nőhet a versenyt a helyszínen követő nézők száma az említett versenynapokon.

### Szponzorok
A világbajnokságra a Taishan szőnyeggyártó cég szállítja a birkózószőnyegeket. A sportruházati ágat a Nike Wrestling biztosítja.

### Zenei háttér
A szervezők a díjátadók során a francia énekes-zeneszerző Yoann Lemoine (Woodkid) Run boy run című számát használják. A díjátadókat követő elvonulások során a norvég elektronikus duó, a Röyksopp - Eple című zenéje szól.

### Dobogós helyezések díjazása
Németh Szilárd, a Magyar Birkózó Szövetség (MBSZ) elnöke sajtótájékoztatón ismertette, hogy a különböző helyezésekért milyen pénzbeli díjazás jár. Ez alapján a világbajnoki címet szerzők nettó 8 000 000 forintot, második helyezésért 4 000 000 forintot, harmadik helyezésért 3 000 000 forintot, ötödik helyezésért pedig 1 000 000 forintot kapnak a versenyzők. Negyedik és hatodik helyezésért azért nem jár pénzbeli jutalom, mert két-két harmadik és ötödik helyezett van a világbajnokságon.
A sportolók edzői a fenti díjazások felét, a nevelőedzőik a fenti összegek ötödét kapják meg nettó összegben.

### Szabályok változása
A 2017-es birkózó-világbajnokságon véglegesített súlycsoportok a budapesti világbajnokságon is érvényesek. Ez alapján a korábbi 8 súlycsoport helyett 10 súlycsoportban mérkőznek meg a versenyzők, melyekhez új súlyhatárokat állított fel 2017-ben a Nemzetközi Birkózó Világszövetség.
A korábbi 1 nap helyett a kategóriák versenyeit immár 2 napon bonyolítják le, mely során az első nap a selejtezőké, a második versenynap a döntőké. Mindkettő napon mérlegelést tartanak a versenyeket megelőzően.
Egy kiemelési ranglista bevezetésével a Nemzetközi Birkózó Világszövetség elkerülni óhajtja a favoritnak számító versenyzők korai találkozását a versenyen belül.

## Események
A versenyeket a szabadfogású birkózók kezdték, majd a nők versenyszámai következtek, végül a kötöttfogású birkózók versenyei zárták.
2018. október 19-én kisorsolták a különböző súlycsoportokban egymással megküzdő sportolók neveit.

### Első versenynap
Selejtezők, nyolcaddöntők: Férfi szabadfogás 61 – 74 – 86 – 125 kg
A budapesti birkózó világbajnokság első versenynapján a 61, 74, 86 és a 125 kg-os súlycsoportban szereplő birkózók mérték össze erejüket a selejtezők és a nyolcaddöntők mérkőzései során.
A 61 kg-os Molnár József ellenfele a szenegáli Adama Diatta volt. A szenegáli 10–2 arányban legyőzte a magyar versenyzőt.
A 74 kg-os Gulyás Zsombor a kínai színekben versenyző Adanabaszier Adanabaszier ellen küzdött. A párharc eredménye alapján a kínai nyert 5–3-ra.
Október huszadikán, az első versenynapon a 86 kg-os Veréb István szabadfogású világ- és Európa-bajnok magyar birkózó mérkőzött meg a litván Edgaras Voitechovskis-szal a selejtező során. A litván nyert 7–4-re.
Szintén október 20-án mérkőzött meg a 125 kg-os Ligeti Dániel első meccsét az osztrák Johannes Ludescher ellen vívta, melyet meg is nyert 6–1-re. Második meccsét a grúz Geno Petriasvili ellen vívta. Az argentin Catriel Muriel szintén a 125 kg-os súlycsoportban szerepel, továbbá ebben a csoportban található a grúz Geno Petriasvili is.
Az első versenynapon három olimpiai bajnok is vereséget szenvedett a szőnyegeken. A török Taha Akgül kikapott az iráni Parviz Khodavirdi Hadibaszmándzstól. A 74 kg-osok közt versenyző brit Jordan Burroughs kikapott az orosz Zaurbek Kazbekovics Szidakovtól. A harmadik olimpiai bajnok, aki vereséget szenvedett, a 86 kg-os súlycsoportban versenyző iráni Hasszán Jazdani volt, aki amerikai ellenfelétől, David Taylor-tól kapott ki.

### Második versenynap
Döntők: Férfi szabadfogás 61 – 74 – 86 – 125 kg
A világbajnokság második versenynapján ismételten a szabadfogású birkózóké volt a tér, akik közül a 61, 74, 86 és 125 kg-os súlycsoportban versenyzők döntőire került sor.
A 61 kg-os súlycsoportban a kubai Yowlys Bonne Rodriguez mérkőzött meg az orosz Gadzsimurad Rasidovval az aranyért. A mérkőzés eredménye (6–5) alapján a kubai nyert.
A bronzmérkőzéseket az amerikai Joseph Colon és a mongol Tuvshintulga Tumenbileg nyerték.
A 74 kg-osok döntőjében az orosz Zaurbek Kazbekovics Szidakov ellenfele volt a grúz Avtandil Kentcsadze. Az orosz nyerte a döntőt. A 74 kilogrammosoknál az amerikai Jordan Burroughs és az üzbég Bekzod Abdurakhmonov bronzérmes lett.
A 86 kg-os súlycsoport döntőjében a török Fatih Erdin csapott össze az amerikai David Taylorral, melyet az amerikai nyert 12–2-re. A bronzmérkőzést a spanyol Taimuraz Friev Naszkidajeva és az iráni Hasszán Jazdani nyerte.
A 125 kilogrammos súlycsoport döntőjében pedig a kínai Teng Cse-vej mérte össze erejét a grúz Geno Petriasvilivel. A grúz lett a világbajnok. A 125 kg-os súlycsoportban az amerikai Nicholas Edward Gwiazdowski és az iráni Parviz Khodavirdi Hadibaszmándzs lett a bronzérmes.
A versenyt vigaszágon folytatta Ligeti Dániel, akinek ellenfele az orosz Anzor Ruszlanovics Hizrijev volt, a 125 kg-os súlycsoportban. Az orosz 10–6-ra legyőzte magyar ellenfelét.
Selejtezők, nyolcaddöntők: Férfi szabadfogás 57 – 65 – 79 – 92 kg
A második versenynapon került sor az 57, 65, 79 és 92 kg-osok összecsapásaira a selejtezőkben és később a nyolcaddöntők során. 
A selejtezők során az 57 kg-osok közt Farkas Rajmund csapott össze a dél-koreai Kim Szonggvonnal. A dél-koreai 6–0-ra győzött magyar ellenfele ellen.
A 65 kg-osok versenyében a magyar színekben versenyző Asarin Roman mérkőzött meg az indiai Bajrang Punia Kumarral. Az indiai 10–6-ra verte a magyar ellenfelét.
A 79 kg-osok selejtezői során került sor Nagy Mihály és a japán Takatani Szoszuke mérkőzésére. A japán 9–0-ra verte magyar ellenfelét a selejtezőben.
A 92 kg-osok között szereplő Hatos Gábor a moldovai Nicolai Cebannal mérte össze erejét. A moldovai végül 6–0 eredménnyel zárta az összecsapást.

### Harmadik versenynap
Döntők: Férfi szabadfogás 57 kg – 65 kg – 79 kg – 92 kg
A férfi szabadfogású birkózás 57 kg-os súlycsoportjában a döntőben az orosz Zaur Ugujev és a kazah Nuriszlam Artasz Szanajev mérkőzött meg egymással. A párharcot az orosz birkózó nyerte 4–3-ra. A bronzéremért első körben a japán Takahasi Júki mérkőzött meg, ellenfele a kubai Reineri Andreu Ortega volt. A mérkőzést 5–4-re a japán nyerte, így bronzérmes lett. A második körös bronzmérkőzésen az amerikai Thomas Patrick Gilman mérkőzött meg, ellenfele a török Szulejman Atli volt. A mérkőzést a török nyerte 5–4-re, ezáltal bronzérmet szerzett.
A férfi szabadfogású birkózás 65 kg-os súlycsoportjában a döntőben a japán Otoguro Takuto és az indiai Bajrang Punia Kumar mérkőzött meg egymással. A párharcot a japán nyerte 16–9 re. A bronzéremért első körben az orosz Ahmed Oszmanovics Csakajev mérkőzött meg, ellenfele a román George Bucur volt. A párharcot az orosz nyerte 9–4 re. A második körös bronzmérkőzésen a kubai Alejandro Enrique Valdés Tobier mérkőzött meg, ellenfele a koreai I Szungcshol volt. A mérkőzést a kubai nyerte 10–0 ra.
A férfi szabadfogású birkózás 79 kg-os súlycsoportjában a döntőben az amerikai Kyle Douglas Dake és az azeri Cəbrayıl Həsənov mérkőzött meg egymással. A párharcot az amerikai nyerte 2–0 ra. A bronzéremért első körben az orosz Ahmed Gadziimagemodov mérkőzött meg, ellenfele a grúz Davit Kucisvili volt. Az orosz technikai tussal 10–0-ra verte ellenfelét. A második körös bronzmérkőzésen az iráni Ezzatollah Abbas Akbarizarinkolaei mérkőzött meg, ellenfele a belarusz Ali Sabanavics Sabanav volt. A küzdelmet a belarusz nyerte 10–8- ra.
A férfi szabadfogású birkózás 92 kg-os súlycsoportjában a döntőben a belarusz Ivan Mihajlavics Jankovszki és az amerikai J’Den Cox mérkőzött meg egymással. A küzdelmet az amerikai nyerte 4–1 re. A bronzéremért első körben a japán Macumoto Acusi mérkőzött meg, ellenfele a mongol Turtogtokh Luvszandordzs volt. A mérkőzést a japán nyerte 6–5 re. A második körös bronzmérkőzésen az iráni Alireza Mohammad Karimimachiani mérkőzött meg, ellenfele a grúz Dato Marsagisvili volt. A párharcot az iráni nyerte 12–1 re.
Selejtezők, nyolcaddöntők: Férfi szabadfogás 70 kg – 97 kg
A világbajnokság harmadik napján, október 22-én került sor a férfiak szabadfogású versenyszámában a 70 és a 97 kg-os súlycsoportokban a selejtezőkre. A női versenyzők első párharcait a hétfői versenynapon rendezték meg az 59 és az 55 kg-os súlycsoportokban.
Férfi szabadfogású birkózás 70 kg-os súlycsoportjában indult Lukács Norbert, akinek ellenfele az örmény Davit Szafariján volt. Az örmény versenyző 4–1-re nyerte a mérkőzést.
A férfi 97 kg-os szabadfogású birkózás kategóriájában indult magyar színekben Olejnik Pavlo, akinek ellenfele az argentin Ricardo Baez lett volna, de az argentin nem tudott bemérni a mérlegelésnél. Így a magyar versenyző automatikusan, meccs nélkül jutott tovább a negyeddöntőbe. Olejnik ellenfele a kanadai Jordan Steen volt, akit 10–0-ra megvert. Az elődöntőben ellenfele az amerikai Kyle Frederick Snyder volt. Az amerikai 3–0-ra nyert, így Olejnik a bronzért folytathatta.
Selejtezők, nyolcaddöntők: Női szabadfogás 55 kg – 59 kg
A nők 55 kg-os súlycsoportjában induló Galambos Ramóna ellenfele az amerikai Jacarra Winchester volt. Az amerikai 12–1-re nyerte a mérkőzést.
A nők versenyszámaiban 59 kg-os súlycsoportban indult Dollák Tamara, akinek ellenfele a mexikói Alejandra Romero Bonilla volt. A mérkőzést mexikói ellenfele nyerte 8–0-ra.

### Negyedik versenynap
Döntők: Férfi szabadfogás 70 kg – 97 kg
A férfi szabadfogású birkózás 70 kg-os súlycsoportjában a döntőben a bahreini Adam Batirov és az orosz Magomedraszul Muhtarovics Gazimagomedov mérkőzött meg egymással. A mérkőzést az orosz nyerte 7–6 ra. A bronzéremért első körben az ukrán Andrij Kvijatokovszkij mérkőzött meg, ellenfele a kubai Franklin Marén Castillo volt. A mérkőzést a kubai nyerte 11–1 re. A második körös bronzmérkőzésen a grúz Zurab Iakobisvili mérkőzött meg, ellenfele a mongol Byambadorj Bat Erdene volt. A mérkőzést a grúz nyerte 10–0 ra.
A férfi szabadfogású birkózás 97 kg-os súlycsoportjában a döntőben az amerikai Kyle Frederick Snyder és az orosz Abdulrasid Bulacsevics Szadulajev mérkőzött meg egymással. A mérkőzést az orosz technikai tussal nyerte. A bronzéremért első körben a magyar színekben induló Olejnik Pavlo mérkőzött meg, ellenfele az olasz Abraham de Jesus Conyedo Ruano volt. A párharcot az olasz nyerte 3–2-re. A második körös bronzmérkőzésen a grúz Elizbar Odikadze mérkőzött meg, ellenfele az üzbég Magomeg Idriszovics Ibragimov volt. A küzdelmet a grúz nyerte 5–2 re.
Döntők: Női szabadfogás 55 kg – 59 kg
A női szabadfogású birkózás 55 kg-os súlycsoportjában a döntőben a fehérorosz Zalina Csermenyivna Szidakova és a japán Mukaida Maju mérkőzött meg egymással. A párharcot a japán nyerte 10–2-re. A bronzéremért első körben az amerikai Jacarra Winchester mérkőzött meg, ellenfele a kubai Lianna de la Caridad Montero Herrera volt. A mérkőzést a kubai nyerte 5–4 re. A második körös bronzmérkőzésen a kínai Qi Zhang mérkőzött meg, ellenfele az észak-koreai Csong Mjongszuk volt. A mérkőzést az észak-koreai nyerte 2–1-re.
A női szabadfogású birkózás 59 kg-os súlycsoportjában a döntőben a török Elif Jale Yeşilırmak és a japán Kavai Riszako mérkőzött meg egymással. A párharcot a japán nyerte 8–0-ra. A bronzéremért első körben az orosz Szvetlana Lipatova mérkőzött meg, ellenfele a kínai Pej Hszing-zsu volt. A meccset a kínai nyerte 7–1-re. A második körös bronzmérkőzésen a mongol Sóvdor Bátardzsavin mérkőzött meg, ellenfele a mexikói Alejandra Romero Bonilla volt. A párharcot a mongol nyerte 4–2-re.

### Ötödik versenynap
Döntők: Női szabadfogás 65 – 68 – 72 – 76 kg
A női szabadfogású birkózás 65 kg-os súlycsoportjában a döntőben a finn Petra Maarit Olli és a kanadai Danielle Suzanne Lappage mérkőzött meg egymással. A küzdelmet a finn nyerte 6–5-re. A bronzéremért első körben az indiai Ritu Ritu mérkőzött meg, ellenfele a japán Genpei Ajana volt. A mérkőzést a japán nyerte 7–2-re. A második körös bronzmérkőzésen az amerikai Forrest Ann Molinari mérkőzött meg, ellenfele az azeri İrina Netreba volt. A párharcot az azeri nyerte 2–1-re.
A női szabadfogású birkózás 68 kg-os súlycsoportjában a döntőben az ukrán Alla Cserkaszova és a francia Koumba Selene Fanta Larroque mérkőzött meg egymással. A küzdelmet az ukrán nyerte 15–10-re. A bronzéremért első körben a fehérorosz Marija Mamashuk mérkőzött meg, ellenfele a kínai Feng Csou volt. A mérkőzést a kínai nyerte 12–1-re. A második körös bronzmérkőzésen a kanadai Olivia Grace Di Bacco mérkőzött meg, ellenfele az amerikai Tamyra Mariama Mensah volt. A párharcot az amerikai nyerte 7–4-re.
A női szabadfogású birkózás 72 kg-os súlycsoportjában a döntőben a kanadai Justina Renay Di Stacio és a mongol Naszanburmaa Ocsirbat mérkőzött meg egymással. A küzdelmet a kanadai nyerte 4–2-re. A bronzéremért első körben az osztrák Martina Kuenz mérkőzött meg, ellenfele az egyiptomi Szamar Amer Ibrahim Hamza volt. A mérkőzést az osztrák nyerte 2–1-re. A második körös bronzmérkőzésen a török Buse Tosun mérkőzött meg, ellenfele az kínai Juan Wang volt. A párharcot a török nyerte 5–2-re.
A női szabadfogású birkózás 76 kg-os súlycsoportjában a döntőben a török Yasemin Adar és az amerikai Adeline Maria Gray mérkőzött meg egymással. A döntőt az amerikai nyerte 12–1-re. A bronzéremért első körben a japán Szuzuki Hiroe mérkőzött volna meg, ellenfele a magyar Németh Zsanett lett volna, de a magyar versenyző térdsérülése miatt kénytelen volt a mérkőzést kihagyni, így ötödik lett. A japán automatikusan a harmadik lett. A második körös bronzmérkőzésen a észt Epp Mäe mérkőzött meg, ellenfele a kanadai Erica Elizabeth Wiebe volt. A párharcot a kanadai nyerte 4–0-ra.
Női szabadfogás selejtezők, elődöntők: 50 – 53 – 57 – 62 kg
Az 50 kg-os súlycsoportban Köteles Alexandra mérkőzött meg, ellenfele a svéd Frederika Ida Petersson volt. A svéd 4–2-re, technikai tussal nyert.
Az 53 kg-os súlycsoportban Dénes Mercédesz mérkőzött meg ellenfele a venezuelai Betzabeth Angelica Arguello Villegas volt. A venezuelai nyert 11–0-ra.
Az 57 kg-os súlycsoportban Barka Emese mérkőzött meg, ellenfele a francia Mathilde Hélène Riviere volt. A magyar versenyző nyert 5–2-re. Következő ellenfele a lengyel Jowita Maria Wrzesien volt. A mérkőzést a magyar versenyző nyerte 10–0-ra technikai tussal. Bolgár ellenfele, Biljana Zsivkova Dudova 6–2-re nyert.
A 62 kg-os súlycsoportban Sastin Marianna mérkőzött meg, ellenfele a venezuelai Nathaly Josephina Griman Herrera volt. A mérkőzést 5–2-re nyerte a magyar versenyző. Japán ellenfele, Kavai Jukako 2–1-re nyert a nyolcaddöntőben.

### Hatodik versenynap
Döntők: Női szabadfogás 50 – 53 – 57 – 62 kg
A hatodik versenynapon a női szabadfogás döntőjében, az 50 kg-os súlycsoportban a japán Szuszaki Jui mérkőzött meg, ellenfele az azeri Mariya Stadnik volt. A mérkőzést a japán nyerte 11–0-ra. Az első bronzmérkőzésen az ukrán Okszana Livacs mérkőzött meg, ellenfele az indiai Ritu Ritu. A mérkőzést az ukrán nyerte 10–5 re. A második bronzmérkőzésen az észak-koreai Kim Szonhjang mérkőzött meg, ellenfele a kínai Szun Ja-nan. A mérkőzést a kínai nyerte 10–0-ra.
A hatodik versenynapon a női szabadfogás döntőjében, az 53 kg-os súlycsoportban az amerikai Sarah Ann Hildebrandt mérkőzött meg, ellenfele a japán Okuno Haruna volt. A mérkőzést a japán nyerte 10–0-ra. Az első bronzmérkőzésen a kanadai Diana Mary Helen Weicker mérkőzött meg, ellenfele a kazah Zsuldz Eszimova volt. A mérkőzést a kanadai nyerte 3–2-re. A második bronzmérkőzésen a lengyel Katarzsina Krawczyk mérkőzött meg, ellenfele a kínai Qianyu Pang volt. A mérkőzést a kínai nyerte 2–1-re.
A hatodik versenynapon a női szabadfogás döntőjében, az 57 kg-os súlycsoportban a bolgár Biljana Zsivkova Dudova mérkőzött meg, ellenfele a kínai Zsung Ning-ning volt. A mérkőzést a kínai nyerte 3–3-ra technikai pontozással. Az első bronzmérkőzésen a magyar Barka Emese mérkőzött meg, ellenfele a román Katerina Zhidachevska volt. A mérkőzést a magyar nyerte 6–0-ra. A második bronzmérkőzésen a norvég Grace Jacob Bullen mérkőzött meg, ellenfele az indiai Pooja Dhanda volt. A mérkőzést az indiai nyerte 10–7-re.
A hatodik versenynapon a női szabadfogás döntőjében, a 62 kg-os súlycsoportban a japán Kavai Jukako mérkőzött meg, ellenfele a bolgár Tajbe Juszein volt. A mérkőzést a bolgár nyerte 6–2-re. Az első bronzmérkőzésen az ukrán Julija Anatolijivna Tkacs mérkőzött meg, ellenfele a magyar Sastin Marianna volt. A mérkőzést az ukrán nyerte 2–0-ra. A második bronzmérkőzésen az amerikai Mallory Maxine Velte mérkőzött meg, ellenfele a brazil Lais Nunes de Oliveira volt. A mérkőzést az amerikai nyerte 2–1-re.
A 62 kg-os súlycsoportban a vigaszágon Sastin Marianna ellenfele az indiai Sakshi Malik volt, akit legyőzött 3–2-re.
Selejtezők, nyolcaddöntők, elődöntők: Férfi kötöttfogás 55 – 63 – 72 – 82 kg
A férfi kötöttfogás selejtezőjének 55 kg-os súlycsoportjában mérkőzött meg Andrási József, akinek ellenfele az azeri Eldəniz Əzizli volt. Az azeri nyert 9–0-ra. Andrási a vigaszágon folytathatta a bajnokságot, ahol ellenfele a kínai Liguo Csao volt. A kínai 10–0-ra nyert.
A férfi kötöttfogás selejtezőjének 63 kg-os súlycsoportjában mérkőzött meg Váncza István, akinek ellenfele a marokkói Fouad Fadzsari volt. A magyar 7–2-re győzött. Következő ellenfele a román Mihai Radu Mihut volt, akit 10–4-re vert. A negyeddöntőben az orosz Sztyepan Mailovics Marjanyan volt az ellenfele. Az orosz 8–0-ra győzött.
A férfi kötöttfogás selejtezőjének 72 kg-os súlycsoportjában mérkőzött meg Korpási Bálint, akinek ellenfele az algír Tarek Aziz Benaissza volt. A magyar 11–0-ra győzött. A negyeddöntőben a brazil Joilson de Brito Ramos Junior volt az ellenfele, akit 8–0-ra vert. Az elődöntőben ak övetkező ellenfele a bolgár Aik Mnatszakanian volt. A magyar 3–1-re nyert, így döntőbe jutott.
A férfi kötöttfogás selejtezőjének 82 kg-os súlycsoportjában mérkőzött meg Bácsi Péter, akinek ellenfele az osztrák Michael Wagner volt, akit 2–1-re vert. Következő ellenfele a bolgár Viktar Szaszunovszki volt. A mérkőzést Bácsi nyerte 2–1-re, így elődöntőbe jutott. Az elődöntőben a kirgiz Atabek Aziszbekov volt az ellenfele. A mérkőzést Bacsi nyerte 12–4-re, így döntőbe jutott.

### Hetedik versenynap
Döntők: Kötöttfogás 55 – 63 –72 – 82 kg
A kötöttfogású birkózás 55 kg-os súlycsoportban rendezett döntőjében a kirgiz Dzsolaman Sarsenbekov mérkőzött meg, ellenfele az azeri Eldəniz Əzizli volt. A mérkőzést az azeri nyerte 10–0-ra. Az első bronzmérkőzésen a török Ekrem Öztürk mérkőzött, ellenfele az örmény Noradzsr Hakhodzsan volt. A mérkőzést a török nyerte 4–0-ra. A második bronzmérkőzésen a grúz Nugzari Curcumia mérkőzött, ellenfele a kínai Liguo Csao volt. A mérkőzést a grúz nyerte 11–0-ra.
A kötöttfogású birkózás 63 kg-os súly csoportjában rendezett döntőjében az üzbég Elmurat Taszmuradov mérkőzött, ellenfele az orosz Sztyepan Marjanyan volt. A mérkőzést az orosz nyerte 8–3-ra. Az első bronzmérkőzés során az ukrán Lenur Temirov mérkőzött meg, ellenfele a kínai Erbatu Tuo volt. A mérkőzést az ukrán nyerte 3–1-re. A második bronzmérkőzés során az egyiptomi Ahmed Mohamed mérkőzött meg, ellenfele a török Rahman Bilici volt. A mérkőzést a török nyerte 6–1-re.
A kötöttfogású birkózás 72 kg-os súlycsoportban rendezett döntőjében Korpási Bálint mérkőzött meg, ellenfele a német Frank Stäbler volt. A mérkőzést a német nyerte 2–1-re. Az első bronzmérkőzésen a bolgár Aik Mnatszakanian mérkőzött, ellenfele az algériai Tarek Aziz Benaissza volt. A mérkőzést a bolgár nyerte 9–0-ra. A második bronzmérkőzésen az azeri Rəsul Çunayev mérkőzött, ellenfele az orosz Abuiazid Mantszigov volt. A mérkőzést az azeri nyerte 4–3-ra.
A kötöttfogású birkózás 82 kg-os súlycsoportban rendezett döntőjében Bácsi Péter mérkőzött meg, ellenfele a török Emrah Kuş volt. A mérkőzést a magyar nyerte 4–3-ra. Az első bronzmérkőzésen az iráni Szaíd Abdavali mérkőzött, ellenfele az örmény Makszim Manukján volt. A mérkőzést az örmény nyerte 4–1-re. A második bronzmérkőzésen kirgiz Atabek Aziszbekov mérkőzött, ellenfele a fehérorosz Viktar Szaszunovszki volt. A mérkőzést a fehérorosz nyerte 5–1-re.
Selejtezők, nyolcaddöntők: 60 – 67 – 87 kg
A 60 kg-os kötöttfogású birkózás selejtezői során mérkőzött meg Torba Erik a moldovai Victor Ciobanu-val. A mérkőzést a moldovai nyerte 3–3-ra, technikai pontozással. Torba Erik vigaszágon folytathatta a bajnokságot, ahol a német Etienne Kinsinger volt ellenfele. A német nyert 5–3-ra.
A 67 kg-os kötöttfogású birkózás selejtezőjében versenyző Krasznai Máté első ellenfele kínai Qije Tian volt. A mérkőzést 6–5-re a magyar nyerte. A következő ellenfele a nyolcaddöntő során a dán Fredrik Holmquist Bjerrehuus volt. A mérkőzést a dán nyerte 4–0-ra.
A 87 kg-os kötöttfogású birkózás selejtezőjében Lőrincz Viktor ellenfele az amerikai Patrick Anthony Martínez volt. A mérkőzést a magyar nyerte 5–1-re. A nyolcaddöntő során a grúz Robert Kobliasvili volt az ellenfele, akitől 3–3-ra, technikai pontozással kikapott.

### Nyolcadik versenynap
Döntők: Kötöttfogás  60 – 67 – 87 kg
A kötöttfogású birkózás 60 kg-os súlycsoportban rendezett döntőjében a moldovai Victor Ciobanu mérkőzött meg, ellenfele az orosz Szergej Jemelin volt. A mérkőzést az orosz nyerte 10–1-re. Az első bronzmérkőzésen a szerb Kristian Fris mérkőzött, ellenfele a kínai Valihan Szajliko volt. A mérkőzést a kínai nyerte 9–0-ra. A második bronzmérkőzésen a  kazah Aidosz Szultangali mérkőzött, ellenfele az észak-koreai Ri Szeung volt. A mérkőzést a kazah nyerte 1–1-re.
A kötöttfogású birkózás 67 kg-os súly csoportjában rendezett döntőjében az orosz Artyom Olegovics Szurkov mérkőzött, ellenfele a szerb Davor Štefanek volt. A mérkőzést az orosz nyerte 7–0-ra. Az első bronzmérkőzés során a kazah Meeirzan Shermakhanbet mérkőzött meg, ellenfele a francia Mamadassa Sylla volt. A mérkőzést a kazah nyerte 9–0-ra. A második bronzmérkőzés során a lengyel Gevorg Szahakján mérkőzött meg, ellenfele a horvát Daniel Janečić volt. A mérkőzést a lengyel nyerte 7–0-ra.
A kötöttfogású birkózás 87 kg-os súlycsoportban rendezett döntőjében az ukrán Zsan Venszanovics Belenyuk mérkőzött meg, ellenfele a török Metehan Başar. A mérkőzést a török nyerte 2–1-re. Az első bronzmérkőzésen az azeri İslam Abbasov mérkőzött, ellenfele az örmény Artur Sahinján volt. A mérkőzést az örmény nyerte 6–1-re. A második bronzmérkőzésen az orosz Bekhan Ozdojev mérkőzött, ellenfele a grúz Robert Kobliasvili volt. A mérkőzést a grúz nyerte 4–2-re.

### Kilencedik versenynap
Döntők: Kötöttfogás  77 – 97 – 130 kg
A kötöttfogású birkózás 77 kg-os súlycsoportban rendezett döntőjében Lőrincz Tamás mérkőzött meg, ellenfele az orosz Alekszandr Konsztantyinovics Csehirkin volt. A mérkőzést az orosz nyerte 3–1-re. Az első bronzmérkőzésen a dél-koreai Kim Hjonu mérkőzött, ellenfele az üzbég Bilan Nalgiev volt. A mérkőzést a dél-koreai nyerte 3–1-re. A második bronzmérkőzésen a svéd Alex Michel Bjurberg Kessidis mérkőzött, ellenfele a szerb Nemes Viktor volt. A mérkőzést a szerb nyerte 6–2-re.
A kötöttfogású birkózás 97 kg-os súly csoportjában rendezett döntőjében a bolgár Kiril Milov mérkőzött, ellenfele az orosz Musza Gilanyijevics Jevlojev volt. A mérkőzést az orosz nyerte 7–2-re. Az első bronzmérkőzés során a szerb Mihail Kadžaja mérkőzött meg, ellenfele Kiss Balázs volt. A mérkőzést a szerb nyerte 4–4-re, technikai pontozással. A második bronzmérkőzés során az örmény Artur Alekszanján mérkőzött meg, ellenfele az iráni Mahdi Abbasz Alidzsarifeizabadi volt. A mérkőzést az iráni nyerte 0–0-ra, mivel ellenfele sérülések miatt kénytelen volt feladni a meccset.
A kötöttfogású birkózás 130 kg-os súlycsoportban rendezett döntőjében az orosz Szergej Viktorovics Szemjonov mérkőzött meg, ellenfele az amerikai Adam Jacob Coon volt. A mérkőzést az orosz nyerte 9–0-r. Az első bronzmérkőzésen az észt Heiki Nabi mérkőzött, ellenfele a kubai Oscar Pino Hinds volt. A mérkőzést a kubai nyerte 3–1-re. A második bronzmérkőzésen a dél-koreai Kim Minszok mérkőzött, ellenfele a német Eduard Popp volt. A mérkőzést a dél-koreai nyerte 2–1-re.
A vigaszágon továbbjutott Kiss Balázs 9–0-ra verte szlovák ellenfelét, Soós Tamást. A következő ellenfele a görög Leokratisz Keszidisz volt. A mérkőzést a magyar nyerte 4–1-re, így a bronzéremért játszhatott, ott azonban 4–4-es döntetlent követően, kisebb értékű akciója miatt alulmaradt a szerb Mihail Kadžajával szemben és ötödikként zárt.

## A versenyen részt vevő nemzetek
Az előzetes tervek szerint 100 ország részvételét tűzték ki célul a rendezők.
Az előzetes nevezési lista alapján 101 ország 910 versenyzője vehet részt a világeseményen. Szabadfogású birkózásban 62 ország 266 birkózója mérte össze erejét a birkózószőnyegeken. A női versenyszámokban 52 ország 225 birkózója méri össze erejét.
| - Algéria - Amerikai Egyesült Államok - Amerikai Szamoa - Argentína - Ausztria - Azerbajdzsán - Brazília - Bulgária - Csehország - Dánia - Dél-Korea - Ecuador - Egyiptom - Észak-Korea - Észtország - Fehéroroszország - Franciaország - Finnország - Grúzia | - Guam - Izrael - Horvátország - India - Irán - Jamaica - Japán - Kanada - Kirgizisztán - Kína - Kolumbia - Kuba - Lengyelország - Lettország - Libanon - Litvánia - Magyarország | - Marokkó - Mexikó - Moldova - Mongólia - Nauru - Németország - Norvégia - Olaszország - Oroszország - Örményország - Palau - Palesztina - Panama - Románia - Svájc - Svédország - Szenegál - Szerbia - Törökország - Üzbegisztán - Venezuela |

## Résztvevők

### A magyar csapat összetétele
Férfiaknál szabadfogásban Farkas Rajmund (57 kg), Molnár József (61 kg), Asarin Roman (65 kg), Lukács Norbert (70 kg), Gulyás Zsombor (74 kg), Nagy Mihály (80 kg), Veréb István (86 kg), Hatos Gábor (92 kg), Olejnik Pavlo (97 kg), és Ligeti Dániel (125 kg) versenyeznek.
Kötöttfogásban Andrási József (55 kg), Torba Erik (60 kg), Váncza István (63 kg), Krasznai Máté (67 kg), Korpási Bálint (72 kg), Lőrincz Tamás (77 kg), Bácsi Péter (82 kg), Lőrincz Viktor (87 kg), Kiss Balázs (97 kg), Lám Bálint (130 kg) versenyeznek.
A nőknél Köteles Alexandra (50 kg), Dénes Mercédesz (53 kg), Galambos Ramóna (55 kg), Barka Emese (57 kg), Dollák Tamara (59 kg), Sastin Marianna (62 kg), Sleisz Gabriella (65 kg), Wilson Vanessa (68 kg), Szmolka Nikoletta (72 kg), Németh Zsanett (76 kg) versenyez.

## Ponttáblázat
| Helyezés | Férfi szabadfogás         | Férfi szabadfogás | Férfi kötöttfogás | Férfi kötöttfogás | Női szabadfgás            | Női szabadfgás |
| Helyezés | Ország                    | Pontok            | Ország            | Pontok            | Ország                    | Pontok         |
| -------- | ------------------------- | ----------------- | ----------------- | ----------------- | ------------------------- | -------------- |
| 1.       | Oroszország               | 178               | Oroszország       | 178               | Japán                     | 156            |
| 2.       | Amerikai Egyesült Államok | 150               | Magyarország      | 83                | Kína                      | 119            |
| 3.       | Grúzia                    | 105               | Törökország       | 75                | Amerikai Egyesült Államok | 103            |
| 4.       | Kuba                      | 67                | Azerbajdzsán      | 60                | Kanada                    | 89             |
| 5.       | Japán                     | 67                | Szerbia           | 60                | Mongólia                  | 71             |
| 6.       | Irán                      | 65                | Örményország      | 56                | Ukrajna                   | 59             |
| 7.       | Mongólia                  | 57                | Németország       | 49                | Törökország               | 55             |
| 8.       | Törökország               | 53                | Kína              | 49                | India                     | 51             |
| 9.       | Azerbajdzsán              | 44                | Kirgizisztán      | 42                | Bulgária                  | 47             |
| 10.      | Fehéroroszország          | 41                | Ukrajna           | 39                | Azerbajdzsán              | 41             |

## Éremtáblázat

### Összesített éremtáblázat
Jelmagyarázat:
(A táblázatban Magyarország, amely egyben a rendező nemzet csapata eltérő háttérszínnel, az egyes számoszlopok legmagasabb értéke vagy értékei vastagítással kiemelve.)
| #        | nemzet                    | arany | ezüst | bronz | összesen |
| -------- | ------------------------- | ----- | ----- | ----- | -------- |
| 1.       | Oroszország               | 10    | 1     | 2     | 12       |
| 2.       | Japán                     | 5     | 1     | 4     | 10       |
| 3.       | Amerikai Egyesült Államok | 4     | 3     | 5     | 12       |
| 4.       | Törökország               | 1     | 4     | 4     | 9        |
| 5.       | Azerbajdzsán              | 1     | 2     | 2     | 5        |
| 6.       | Bulgária                  | 1     | 2     | 1     | 4        |
| 6.       | Magyarország              | 1     | 2     | 1     | 4        |
| 8.       | Kína                      | 1     | 1     | 5     | 7        |
| 9.       | Grúzia                    | 1     | 1     | 4     | 6        |
| 10.      | Ukrajna                   | 1     | 1     | 3     | 5        |
| 11.      | Kanada                    | 1     | 1     | 2     | 4        |
| 12.      | Kuba                      | 1     | 0     | 4     | 5        |
| 13.      | Finnország                | 1     | 0     | 0     | 1        |
| 13.      | Németország               | 1     | 0     | 0     | 1        |
| 15.      | Fehéroroszország          | 0     | 2     | 2     | 4        |
| 16.      | Kazahsztán                | 0     | 1     | 2     | 3        |
| 16.      | Mongólia                  | 0     | 1     | 2     | 3        |
| 16.      | Szerbia                   | 0     | 1     | 2     | 3        |
| 19.      | India                     | 0     | 1     | 1     | 2        |
| 19.      | Üzbegisztán               | 0     | 1     | 1     | 2        |
| 21.      | Bahrein                   | 0     | 1     | 0     | 1        |
| 21.      | Franciaország             | 0     | 1     | 0     | 1        |
| 21.      | Kirgizisztán              | 0     | 1     | 0     | 1        |
| 21.      | Moldova                   | 0     | 1     | 0     | 1        |
| 25.      | Irán                      | 0     | 0     | 4     | 4        |
| 26.      | Dél-Korea                 | 0     | 0     | 2     | 2        |
| 26.      | Örményország              | 0     | 0     | 2     | 2        |
| 28.      | Ausztria                  | 0     | 0     | 1     | 1        |
| 28.      | Észak-Korea               | 0     | 0     | 1     | 1        |
| 28.      | Lengyelország             | 0     | 0     | 1     | 1        |
| 28.      | Olaszország               | 0     | 0     | 1     | 1        |
| 28.      | Spanyolország             | 0     | 0     | 1     | 1        |
| Összesen | Összesen                  | 30    | 30    | 60    | 120      |

### Éremszerzők
| versenyszám       | arany                       | ezüst                        | bronz                                |
| férfi kötöttfogás |                             |                              |                                      |
| 55 kg             | Eldəniz Əzizli              | Dzsolaman Sarsenbekov        | Ekrem Öztürk                         |
| 55 kg             | Eldəniz Əzizli              | Dzsolaman Sarsenbekov        | Nugzari Curcumia                     |
| 60 kg             | Szergej Jemelin             | Victor Ciobanu               | Valihan Szajliko                     |
| 60 kg             | Szergej Jemelin             | Victor Ciobanu               | Aidosz Szultangali                   |
| 63 kg             | Sztyepan Marjanjan          | Elmurat Taszmuradov          | Lenur Temirov                        |
| 63 kg             | Sztyepan Marjanjan          | Elmurat Taszmuradov          | Rahman Bilici                        |
| 67 kg             | Artyom Szurkov              | Davor Štefanek               | Meeirzan Shermakhanbet               |
| 67 kg             | Artyom Szurkov              | Davor Štefanek               | Gevorg Szahakján                     |
| 72 kg             | Frank Stäbler               | Korpási Bálint               | Aik Mnatszakanian                    |
| 72 kg             | Frank Stäbler               | Korpási Bálint               | Rəsul Çunayev                        |
| 77 kg             | Alekszandr Csehirkin        | Lőrincz Tamás                | Kim Hjonu                            |
| 77 kg             | Alekszandr Csehirkin        | Lőrincz Tamás                | Nemes Viktor                         |
| 82 kg             | Bácsi Péter                 | Emrah Kuş                    | Makszim Manukján                     |
| 82 kg             | Bácsi Péter                 | Emrah Kuş                    | Viktar Szaszunovszki                 |
| 87 kg             | Metehan Başar               | Zsan Belenyuk                | Artur Sahinján                       |
| 87 kg             | Metehan Başar               | Zsan Belenyuk                | Robert Kobliasvili                   |
| 97 kg             | Musza Jevlojev              | Kiril Milov                  | Mihail Kadžaja                       |
| 97 kg             | Musza Jevlojev              | Kiril Milov                  | Mahdi Abbasz Alidzsarifeizabadi      |
| 130 kg            | Szergej Szemjonov           | Adam Jacob Coon              | Oscar Pino Hinds                     |
| 130 kg            | Szergej Szemjonov           | Adam Jacob Coon              | Kim Minszok                          |
| férfi szabadfogás |                             |                              |                                      |
| 57 kg             | Zaur Ugujev                 | Nuriszlam Artasz Szanajev    | Takahasi Júki                        |
| 57 kg             | Zaur Ugujev                 | Nuriszlam Artasz Szanajev    | Szulejman Atli                       |
| 61 kg             | Yowlys Bonne                | Gadzsimurad Rasidov          | Joseph Colon                         |
| 61 kg             | Yowlys Bonne                | Gadzsimurad Rasidov          | Tuvshintulga Tumenbileg              |
| 65 kg             | Otoguro Takuto              | Bajrang Punia Kumar          | Ahmed Csakajev                       |
| 65 kg             | Otoguro Takuto              | Bajrang Punia Kumar          | Alejandro Enrique Valdés Tobier      |
| 70 kg             | Magomedraszul Gazimagomedov | Adam Batirov                 | Franklin Marén Castillo              |
| 70 kg             | Magomedraszul Gazimagomedov | Adam Batirov                 | Zurab Iakobisvili                    |
| 74 kg             | Zaurbek Szidakov            | Avtandil Kentcsadze          | Jordan Burroughs                     |
| 74 kg             | Zaurbek Szidakov            | Avtandil Kentcsadze          | Bekzod Abdurakhmonov                 |
| 79 kg             | Kyle Douglas Dake           | Cəbrayıl Həsənov             | Ahmed Gadzsimagemodov                |
| 79 kg             | Kyle Douglas Dake           | Cəbrayıl Həsənov             | Ali Sabanav                          |
| 86 kg             | David Taylor                | Fatih Erdin                  | Taimuraz Friev Naszkidajeva          |
| 86 kg             | David Taylor                | Fatih Erdin                  | Hasszán Aliazám Jazdanicsharati      |
| 92 kg             | J’Den Cox                   | Ivan Jankovszki              | Macumoto Acusi                       |
| 92 kg             | J’Den Cox                   | Ivan Jankovszki              | Alireza Mohammad Karimimachiani      |
| 97 kg             | Abdulrasid Szadulajev       | Kyle Frederick Snyder        | Abraham de Jesus Conyedo Ruano       |
| 97 kg             | Abdulrasid Szadulajev       | Kyle Frederick Snyder        | Elizbar Odikadze                     |
| 125 kg            | Geno Petriasvili            | Teng Cse-vej                 | Nicholas Edward Gwiazdowski          |
| 125 kg            | Geno Petriasvili            | Teng Cse-vej                 | Parviz Khodavirdi Hadibaszmándzs     |
| női szabadfogás   |                             |                              |                                      |
| 50 kg             | Szuszaki Jui                | Mariya Stadnik               | Okszana Livacs                       |
| 50 kg             | Szuszaki Jui                | Mariya Stadnik               | Szun Ja-nan                          |
| 53 kg             | Okuno Haruna                | Sarah Ann Hildebrandt        | Diana Mary Helen Weicker             |
| 53 kg             | Okuno Haruna                | Sarah Ann Hildebrandt        | Qianyu Pang                          |
| 55 kg             | Mukaida Maju                | Zalina Szidakova             | Lianna de la Caridad Montero Herrera |
| 55 kg             | Mukaida Maju                | Zalina Szidakova             | Csong Mjongszuk                      |
| 57 kg             | Zsung Ning-ning             | Biljana Dudova               | Barka Emese                          |
| 57 kg             | Zsung Ning-ning             | Biljana Dudova               | Pooja Dhanda                         |
| 59 kg             | Kavai Riszako               | Elif Jale Yeşilırmak         | Pej Hszing-zsu                       |
| 59 kg             | Kavai Riszako               | Elif Jale Yeşilırmak         | Sóvdor Bátardzsavin                  |
| 62 kg             | Tajbe Juszein               | Kavai Jukako                 | Julija Tkacs                         |
| 62 kg             | Tajbe Juszein               | Kavai Jukako                 | Mallory Maxine Velte                 |
| 65 kg             | Petra Maarit Olli           | Danielle Suzanne Lappage     | Genpei Ajana                         |
| 65 kg             | Petra Maarit Olli           | Danielle Suzanne Lappage     | İrina Netreba                        |
| 68 kg             | Alla Cserkaszova            | Koumba Selene Fanta Larroque | Feng Csou                            |
| 68 kg             | Alla Cserkaszova            | Koumba Selene Fanta Larroque | Tamyra Mariama Mensah                |
| 72 kg             | Justina Renay Di Stacio     | Naszanburmaa Ocsirbat        | Martina Kuenz                        |
| 72 kg             | Justina Renay Di Stacio     | Naszanburmaa Ocsirbat        | Buse Tosun                           |
| 76 kg             | Adeline Maria Gray          | Yasemin Adar                 | Szuzuki Hiroe                        |
| 76 kg             | Adeline Maria Gray          | Yasemin Adar                 | Erica Elizabeth Wiebe                |

### Versenyszámok
Versenyszámok időrendje
| S | Selejtezők | D | Döntők |

| 2018 október | Szo 20 | V 21 | H 22 | K 23 |
| ------------ | ------ | ---- | ---- | ---- |
| 57 kg        |        | S    | D    |      |
| 61 kg        | S      | D    |      |      |
| 65 kg        |        | S    | D    |      |
| 70 kg        |        |      | S    | D    |
| 74 kg        | S      | D    |      |      |
| 79 kg        |        | S    | D    |      |
| 86 kg        | S      | D    |      |      |
| 92 kg        |        | S    | D    |      |
| 97 kg        |        |      | S    | D    |
| 125 kg       | S      | D    |      |      |

| 2018 október | H 22 | K 23 | Sze 24 | Cs 25 |
| ------------ | ---- | ---- | ------ | ----- |
| 50 kg        |      |      | S      | D     |
| 53 kg        |      |      | S      | D     |
| 55 kg        | S    | F    |        |       |
| 57 kg        |      |      | S      | D     |
| 59 kg        | S    | F    |        |       |
| 62 kg        |      |      | S      | D     |
| 65 kg        |      | S    | D      |       |
| 68 kg        |      | S    | D      |       |
| 72 kg        |      | S    | D      |       |
| 76 kg        |      | S    | D      |       |

| 2018 október | Cs 25 | P 26 | Szo 27 | V 28 |
| ------------ | ----- | ---- | ------ | ---- |
| 55 kg        | S     | D    |        |      |
| 60 kg        |       | S    | D      |      |
| 63 kg        | S     | D    |        |      |
| 67 kg        |       | S    | D      |      |
| 72 kg        | S     | D    |        |      |
| 77 kg        |       |      | S      | D    |
| 82 kg        | S     | D    |        |      |
| 87 kg        |       | S    | D      |      |
| 97 kg        |       |      | S      | D    |
| 130 kg       |       |      | S      | D    |